# Temporada 1961 del Campeonato Mundial de Resistencia

## Carreras
| 12 Horas de Sebring 25/03/1961 Sebring International Raceway | 12 Horas de Sebring 25/03/1961 Sebring International Raceway | 12 Horas de Sebring 25/03/1961 Sebring International Raceway | 12 Horas de Sebring 25/03/1961 Sebring International Raceway | 12 Horas de Sebring 25/03/1961 Sebring International Raceway | 12 Horas de Sebring 25/03/1961 Sebring International Raceway |
| Pos                                                          | N°                                                           | Piloto                                                       | Auto                                                         | Equipo                                                       | Clase                                                        |
| ------------------------------------------------------------ | ------------------------------------------------------------ | ------------------------------------------------------------ | ------------------------------------------------------------ | ------------------------------------------------------------ | ------------------------------------------------------------ |
| 1°                                                           | 14                                                           | Hill / Gendebien                                             | Ferrari 250 TRI/61                                           | Sefac Automobile Ferrari                                     | S3.0                                                         |
| 2°                                                           | 15                                                           | Baghetti / Mairesse / Ginther / von Trips                    | Ferrari 250 TRI/61                                           | Sefac Automobile Ferrari                                     | S3.0                                                         |
| 3°                                                           | 17                                                           | Rodríguez / Rodríguez                                        | Ferrari 250 TR 60                                            | NART                                                         | S3.0                                                         |
| 4°                                                           | 10                                                           | Sharp / Hissom                                               | Ferrari 250 TR 59 Fantuzzi Spyder                            | Hap Sharp                                                    | S3.0                                                         |
| 5°                                                           | 51                                                           | Holbert / Penske                                             | Porsche 718 RS 61                                            | Brumos Porsche Company                                       | S1.6                                                         |
| 6°                                                           | 22                                                           | Hall / Constantine                                           | Ferrari Dino 246 S                                           | NART                                                         | S2.5                                                         |
| 7°                                                           | 47                                                           | Sesslar / Donner / Erickson                                  | Porsche 718 RS 61                                            | Bob Donner                                                   | S1.6                                                         |
| 8°                                                           | 16                                                           | Reed / Sturgis                                               | Ferrari 250 TR 59/60                                         | McCook Window Company                                        | S3.0                                                         |
| 9°                                                           | 39                                                           | Ryan / Bradley / Heimrath                                    | Porsche 718 RS 61                                            | Eglinton Caledonia Motors                                    | S1.6                                                         |
| 10°                                                          | 12                                                           | McCluggage / Eager                                           | Ferrari 250 GT SWB                                           | Denise McCluggage                                            | GT3.0                                                        |
| 11°                                                          | 4                                                            | Johnson / Morgan                                             | Chevrolet Corvette                                           | Johnson Chevrolet                                            | GT+3.0                                                       |
| 12°                                                          | 18                                                           | Andrey / Newman / Publicker                                  | Ferrari 250 GT California                                    | Scuderia Serenissima                                         | GT3.0                                                        |
| 13°                                                          | 64                                                           | Kurtz / Ripley                                               | Lola Mk.1 Climax                                             | Lola America                                                 | S1.15                                                        |
| 14°                                                          | 44                                                           | Flaherty / Parkinson                                         | MGA                                                          | British Motors Corp. (USA)                                   | GT1.6                                                        |
| 15°                                                          | 66                                                           | Buzzetta / Carlson                                           | Austin-Healey Sebring Sprite                                 | Donald Healey                                                | S1.15                                                        |
| 16°                                                          | 43                                                           | Riley / Whitmore                                             | MGA                                                          | British Motors Corp. (USA)                                   | GT1.6                                                        |
| 17°                                                          | 42                                                           | Procter / Harper / Olthoff                                   | Sunbeam Alpine                                               | Jack Brabhams Motors                                         | GT1.6                                                        |
| 18°                                                          | 37                                                           | Helburn / Hudson / Fulp                                      | Ferrari Dino 246 S (196)                                     | NART                                                         | S2.0                                                         |
| 19°                                                          | 31                                                           | Cunningham / Kimberly / Hansgen                              | Maserati Tipo 60                                             | Momo Corporation                                             | S2.0                                                         |
| 20°                                                          | 71                                                           | Peck / Hoffman / Richardson                                  | Osca S750                                                    | Clearwater Motors                                            | S850                                                         |
| 21°                                                          | 32                                                           | Goldman / Durbin                                             | Arnolt Deluxe Bristol                                        | S. H. Arnolt                                                 | GT2.0                                                        |
| 22°                                                          | 83                                                           | Gates / Heuer                                                | Chevrolet Corvette                                           | Bud Gates, Inc.                                              | GT+3.0                                                       |
| 23°                                                          | 87                                                           | Seaverns / Gary                                              | Arnolt Deluxe Bristol                                        | S. H. Arnolt                                                 | GT2.0                                                        |
| 24°                                                          | 33                                                           | Payne / Cuomo                                                | Arnolt Deluxe Bristol                                        | S. H. Arnolt                                                 | GT2.0                                                        |
| 25°                                                          | 65                                                           | Leavens / Colgate                                            | Austin-Healey Sebring Sprite                                 | Donald Healey                                                | S1.15                                                        |
| 26°                                                          | 30                                                           | Rogers / Bailey                                              | Morgan 4/4 Triumph                                           | Salter Auto Imports                                          | GT2.0                                                        |
| 27°                                                          | 58                                                           | Durant / Swanson                                             | Alfa Romeo Giulietta Spider Veloce                           | Arthur Swanson                                               | GT1.3                                                        |
| 28°                                                          | 60                                                           | Van Beuren / Sales                                           | Alfa Romeo Giulietta Sprint Speciale                         | Autosport S. A.                                              | GT1.3                                                        |
| 29°                                                          | 28                                                           | Williamson / Waltman                                         | Triumph TR3                                                  | George Waltman                                               | GT2.0                                                        |
| 30°                                                          | 29                                                           | Rushin / Parsons                                             | Triumph TR3                                                  | Suburban Foreign Cars                                        | GT2.0                                                        |
| 31°                                                          | 55                                                           | Theodoli / Barrette                                          | Sunbeam Alpine                                               | Filippo Theodoli                                             | GT1.6                                                        |
| 32°                                                          | 1                                                            | Yenko / Moore                                                | Chevrolet Corvette                                           | Yenko Chevrolet                                              | GT+3.0                                                       |
| 33°                                                          | 59                                                           | Jacobson / O'Brien / O'Brien                                 | Alfa Romeo Giulietta Sprint Speciale                         | Thomas O'Brien                                               | GT1.3                                                        |
| 34°                                                          | 40                                                           | Hopkirk / Jopp                                               | Sunbeam Alpine                                               | Rootes Motors, Inc.                                          | GT1.6                                                        |
| 35°                                                          | 46                                                           | Gelder / McClure / Fuller                                    | Elva Courier Ford                                            | Carl Haas Automotive                                         | GT1.6                                                        |
| 36°                                                          | 45                                                           | Horn / Tucker                                                | Elva Courier Ford                                            | Carl Haas Automotive                                         | GT1.6                                                        |
| 37°                                                          | 67                                                           | Simson / Hawkins                                             | Austin-Healey Sebring Sprite                                 | John Sprinzel                                                | S1.15                                                        |
| 38°                                                          | 3                                                            | Robertson / Burroughs / Warren                               | Chevrolet Corvette                                           | Red Vogt                                                     | GT+3.0                                                       |
| 39°                                                          | 57                                                           | Troiano / Theodoracopulos                                    | Alfa Romeo Giulietta Sprint Zagato                           | Lou Comito                                                   | GT1.3                                                        |
| 40°                                                          | 80                                                           | Giertz / Liess                                               | Fiat-Abarth Monza                                            | Abarth DFL Co.                                               | S1.15                                                        |
| 41°                                                          | 50                                                           | Herrmann / Barth                                             | Porsche 718 RS 61                                            | Porsche Auto                                                 | S2.0                                                         |
| 42°                                                          | 49                                                           | Bonnier / Gurney                                             | Porsche 718 RS 61                                            | Porsche Auto                                                 | S2.0                                                         |
| 43°                                                          | 25                                                           | Causey / Stear                                               | Maserati Tipo 61                                             | Rallye Motors                                                | S3.0                                                         |
| 44°                                                          | 68                                                           | Taylor / Calhoun                                             | Fiat-Abarth 1000 S                                           | Abarth DFL Co.                                               | S1.15                                                        |
| 45°                                                          | 63                                                           | Hall / Ross                                                  | Lola Mk.1 Climax                                             | Lola America                                                 | S1.15                                                        |
| 46°                                                          | 26                                                           | Hugus / Connell                                              | Ferrari Dino 246 S                                           | NART                                                         | S2.5                                                         |
| 47°                                                          | 69                                                           | Cunningham / Price / Fleming                                 | Osca S1000                                                   | NART                                                         | S850                                                         |
| 48°                                                          | 20                                                           | Hansgen / McLaren                                            | Maserati Tipo 63                                             | Momo Corporation                                             | S3.0                                                         |
| 49°                                                          | 8                                                            | Decker / Bucher                                              | Aston Martin DB4 GT                                          | David Ash                                                    | GT+3.0                                                       |
| 50°                                                          | 48                                                           | Cassel / Lane                                                | Porsche 718 RS 61                                            | Association Automovilisti Santaneca                          | S1.6                                                         |
| 51°                                                          | 36                                                           | Laughton / Bowers                                            | AC Ace Bristol                                               | A.C. Cars Ltd.                                               | GT2.0                                                        |
| 52°                                                          | 70                                                           | Beach / Grady / Bentley                                      | Begra Mk II Saab                                             | Begra Cars                                                   | S850                                                         |
| 53°                                                          | 11                                                           | Tavano / Arents                                              | Ferrari 250 GT SWB                                           | Scuderia Serenissima                                         | GT3.0                                                        |
| 54°                                                          | 7                                                            | Grossman / Black                                             | Aston Martin DB4 GT                                          | David Ash                                                    | GT+3.0                                                       |
| 55°                                                          | 2                                                            | Reardon / Kilborn                                            | Chevrolet Corvette                                           | Yenko Chevrolet                                              | GT+3.0                                                       |
| 56°                                                          | 24                                                           | Gregory / Casner / Moss                                      | Maserati Tipo 63                                             | Camoradi International                                       | S3.0                                                         |
| 57°                                                          | 27                                                           | Ginther / von Trips                                          | Ferrari Dino 246 SP                                          | Sefac Automobile Ferrari                                     | S2.5                                                         |
| 58°                                                          | 41                                                           | Wilson / Tamburo                                             | Sunbeam Alpine                                               | Rootes Motors, Inc.                                          | GT1.6                                                        |
| 59°                                                          | 21                                                           | Fitch / Thompson                                             | Maserati Tipo 61                                             | Momo Corporation                                             | S3.0                                                         |
| 60°                                                          | 23                                                           | Moss / Hill                                                  | Maserati Tipo 61                                             | Camoradi International                                       | S3.0                                                         |
| 61°                                                          | 38                                                           | Wuesthoff / Pabst                                            | Porsche 718 RS 60                                            | Porsche Car Import                                           | S1.6                                                         |
| 62°                                                          | 35                                                           | May / Johnston                                               | AC Ace Bristol                                               | A.C. Cars Ltd.                                               | GT2.0                                                        |
| 63°                                                          | 72                                                           | Hanna / Manley                                               | D.B. LM Panhard                                              | YBH Sales                                                    | S850                                                         |
| 64°                                                          | 9                                                            | Lovely / Nethercutt                                          | Ferrari 250 TR 59                                            | Jack Nethercutt                                              | S3.0                                                         |
| 65°                                                          | 56                                                           | Rainville / Kaplan                                           | Alfa Romeo Giulietta Sprint Speciale                         | Jake Kaplan                                                  | GT1.3                                                        |
| Targa Florio 30/04/1961 Circuito de Palermo                  |                                                              |                                                              |                                                              |                                                              |                                                              |
| Pos                                                          | N°                                                           | Piloto                                                       | Auto                                                         | Equipo                                                       | Clase                                                        |
| 1°                                                           | 162                                                          | von Trips / Gendebien                                        | Ferrari Dino 246 SP                                          | SEFAC Ferrari                                                | S3.0                                                         |
| 2°                                                           | 134                                                          | Bonnier / Gurney                                             | Porsche 718 RS 61                                            | Porsche KG                                                   | S2.0                                                         |
| 3°                                                           | 132                                                          | Herrmann / Barth                                             | Porsche 718 RS 61                                            | Porsche KG                                                   | S2.0                                                         |
| 4°                                                           | 152                                                          | Vaccarella / Trintignant                                     | Maserati Tipo 63                                             | Scuderia Serenissima                                         | S3.0                                                         |
| 5°                                                           | 158                                                          | Maglioli / Scarlatti                                         | Maserati Tipo 63                                             | Scuderia Serenissima                                         | S3.0                                                         |
| 6°                                                           | 92                                                           | Strähle / Pucci                                              | Porsche 356B Carrera Abarth GTL                              | Porsche KG                                                   | GT2.5                                                        |
| 7°                                                           | 96                                                           | Linge / von Hanstein                                         | Porsche 356B Carrera Abarth GTL                              | Porsche KG                                                   | GT2.5                                                        |
| 8°                                                           | 38                                                           | Rosinski / Consten                                           | Alfa Romeo Giulietta Sprint Zagato                           | José Rosinski                                                | GT1.3                                                        |
| 9°                                                           | 4                                                            | Coco / "Sand"                                                | Alfa Romeo Giulietta Sprint Zagato                           | Etna                                                         | GT1.3                                                        |
| 10°                                                          | 30                                                           | "Kim" / "Tom"                                                | Alfa Romeo Giulietta Sprint Zagato                           | Scuderia Sant Ambroeus                                       | GT1.3                                                        |
| 11°                                                          | 10                                                           | Taormina / Tacci                                             | Alfa Romeo Giulietta Sprint Zagato                           | Baldassare Taormina                                          | GT1.3                                                        |
| 12°                                                          | 18                                                           | Bauer / Sgorbati                                             | Alfa Romeo Giulietta Sprint Zagato                           | Scuderia Sant Ambroeus                                       | GT1.3                                                        |
| 13°                                                          | 26                                                           | Trapani / Donato                                             | Alfa Romeo Giulietta Sprint Speciale                         | Balarm                                                       | GT1.3                                                        |
| 14°                                                          | 34                                                           | Buzzetti / Sinibaldi                                         | Alfa Romeo Giulietta Sprint Zagato                           | Montegrappa                                                  | GT1.3                                                        |
| 15°                                                          | 70                                                           | Bini / Rigamonti                                             | Osca S1000                                                   | Scuderia Sant Ambroeus                                       | S1.0                                                         |
| 16°                                                          | 12                                                           | Grasso / Sabbia                                              | Alfa Romeo Giulietta Sprint Zagato                           | Etna                                                         | GT1.3                                                        |
| 17°                                                          | 94                                                           | Cabianca / Zagato                                            | Lancia Flaminia Sport Zagato                                 | Scuderia Sant Ambroeus                                       | GT2.5                                                        |
| 18°                                                          | 98                                                           | Lisitano / Catano                                            | Fiat 8V                                                      | San Rizzo                                                    | GT2.5                                                        |
| 19°                                                          | 56                                                           | Natili / Cucchiarelli                                        | Giaur Giannini 1000                                          | Alto Lazio                                                   | S1.0                                                         |
| 20°                                                          | 16                                                           | Laureati / Santoleri                                         | Alfa Romeo Giulietta Sprint Zagato                           | Pescara                                                      | GT1.3                                                        |
| 21°                                                          | 138                                                          | Samona / de Sarzana                                          | Maserati A6GCS/53                                            | Paolo Samona                                                 | S2.0                                                         |
| 22°                                                          | 154                                                          | Ferraro / Zampiero                                           | Ferrari 250 GT SWB                                           | San Marco                                                    | S3.0                                                         |
| 23°                                                          | 156                                                          | Gasso / Giordano                                             | Ferrari 250 GT LWB                                           | Etna                                                         | S3.0                                                         |
| 24°                                                          | 120                                                          | Scarfiotti / Davis                                           | Osca 1500S (SF 392)                                          | Osca                                                         | S1.6                                                         |
| 25°                                                          | 136                                                          | Moss / Hill                                                  | Porsche 718 RS 61                                            | Porsche KG                                                   | S2.0                                                         |
| 26°                                                          | 28                                                           | Avorio / Facetti                                             | Alfa Romeo Giulietta Sprint Zagato                           | Scuderia Sant Ambroeus                                       | GT1.3                                                        |
| 27°                                                          | 74                                                           | Filippone / Patané                                           | Osca MT4 1000                                                | Etna                                                         | S1.0                                                         |
| 28°                                                          | 40                                                           | Bulgari / Grana                                              | Alfa Romeo Giulietta Sprint Zagato                           | Campidoglio                                                  | GT1.3                                                        |
| 29°                                                          | 60                                                           | de Luca di Lizzano / Brandi                                  | Osca S1000                                                   | Bardahl Italy                                                | S1.0                                                         |
| 30°                                                          | 66                                                           | Leto di Priolo / Prandoni                                    | Fiat-Abarth 1000                                             | Scuderia Ambrosiana                                          | S1.0                                                         |
| 31°                                                          | 72                                                           | Raimondo / "Aldebaran"                                       | Osca MT4 1000                                                | Balarm                                                       | S1.0                                                         |
| 32°                                                          | 6                                                            | Accardi / Federico                                           | Alfa Romeo Giulietta Sprint Zagato                           | Antonio Accardi                                              | GT1.3                                                        |
| 33°                                                          | 14                                                           | Garufi / Tagliavia                                           | Alfa Romeo Giulietta Sprint Zagato                           | Guido Garufi                                                 | GT1.3                                                        |
| 34°                                                          | 20                                                           | Bosco / Bevilacqua                                           | Alfa Romeo Giulietta Sprint Speciale                         | Pescara                                                      | GT1.3                                                        |
| 35°                                                          | 22                                                           | Tropia / Parla                                               | Alfa Romeo Giulietta Spider                                  | Nissena                                                      | GT1.3                                                        |
| 36°                                                          | 24                                                           | Allegrini / Avventurieri                                     | Alfa Romeo Giulietta Sprint Veloce (Zagato?)                 | Sila                                                         | GT1.3                                                        |
| 37°                                                          | 54                                                           | Laureau / Jaeger                                             | D.B. HBR5 Panhard                                            | Automobiles Deutsch et Bonnet                                | S1.0                                                         |
| 38°                                                          | 64                                                           | Rotolo / Sirchia                                             | Osca MT4 1000                                                | Monte Pellegrino                                             | S1.0                                                         |
| 39°                                                          | 100                                                          | Mantia / Napoli                                              | Fiat 8V Zagato                                               | Monte Pellegrino                                             | GT2.5                                                        |
| 40°                                                          | 106                                                          | Carfi / "Comar"                                              | Lancia Flaminia Sport Zagato                                 | Etna                                                         | GT2.5                                                        |
| 41°                                                          | 112                                                          | Schuldt / Garret                                             | Stanguellini 1100 Climax                                     | William Schuldt                                              | S1.6                                                         |
| 42°                                                          | 78                                                           | de Leonibus / Munaron                                        | Lotus Eleven Climax                                          | Virgilio Conrero                                             | S1.0                                                         |
| 43°                                                          | 114                                                          | Termini / Montalbano                                         | Ermini 1500 Alfa Romeo                                       | Balarm                                                       | S1.6                                                         |
| 44°                                                          | 142                                                          | Boffa / Todaro                                               | Maserati Tipo 60                                             | Scuderia Serenissima                                         | S2.0                                                         |
| 45°                                                          | 8                                                            | Leto di Priolo / Manfredini                                  | Alfa Romeo Giulietta Sprint Zagato                           | Scuderia Ambrosiana                                          | GT1.3                                                        |
| 46°                                                          | 62                                                           | Abate / Balzarini                                            | Fiat-Abarth 1000 S                                           | Scuderia Serenissima                                         | S1.0                                                         |
| 47°                                                          | 160                                                          | Rodríguez / Mairesse                                         | Ferrari 250 TRI/61                                           | SEFAC Ferrari                                                | S3.0                                                         |
| 48°                                                          | 102                                                          | Thomas / Günther                                             | Porsche 356B Super 90                                        | Joseph Thomas                                                | GT2.5                                                        |
| 49°                                                          | 2                                                            | Russo / Pernice                                              | Alfa Romeo Giulietta Sprint Veloce                           | Etna                                                         | GT1.3                                                        |
| 50°                                                          | 108                                                          | di Benedetto / D'Amico                                       | Alfa Romeo 2500                                              | Balarm                                                       | GT2.5                                                        |
| 51°                                                          | 144                                                          | Allotta / Semilia                                            | Maserati A6GCS/53                                            | Giuseppe Allotta                                             | S2.0                                                         |
| 52°                                                          | 104                                                          | Guarnieri / Whitehouse                                       | Lancia Flaminia Sport Zagato                                 | Scuderia Sant Ambroeus                                       | GT2.5                                                        |
| 53°                                                          | 140                                                          | Riolo / Bernabei                                             | Maserati 200SI                                               | Centro-Sud                                                   | S2.0                                                         |
| 54°                                                          | 164                                                          | Hill / Ginther                                               | Ferrari Dino 246 SP                                          | SEFAC Ferrari                                                | S3.0                                                         |
| 1000 Kilómetros de Nürburgring 28/05/1961 Nürburgring        |                                                              |                                                              |                                                              |                                                              |                                                              |
| Pos                                                          | N°                                                           | Piloto                                                       | Auto                                                         | Equipo                                                       | Clase                                                        |
| 1°                                                           | 1                                                            | Gregory / Casner                                             | Maserati Tipo 61                                             | Camoradi Int. Racing Team                                    | S3.0                                                         |
| 2°                                                           | 5                                                            | Rodríguez / Rodríguez                                        | Ferrari 250 TRI/61                                           | North American Racing Team                                   | S3.0                                                         |
| 3°                                                           | 4                                                            | Ginther / Gendebien / von Trips                              | Ferrari Dino 246 SP                                          | S.E.F.A.C. (Ferrari)                                         | S3.0                                                         |
| 4°                                                           | 61                                                           | Abate / Davis                                                | Ferrari 250 GT SWB                                           | Scuderia Serenissima                                         | GT+2.0                                                       |
| 5°                                                           | 60                                                           | Mairesse / Baghetti                                          | Ferrari 250 GT SWB                                           | S.E.F.A.C. (Ferrari)                                         | GT+2.0                                                       |
| 6°                                                           | 71                                                           | Hahnl, Jr. / Zick                                            | Porsche 356B Carrera Abarth GTL                              | Fritz Hahnl, Jr.                                             | GT2.0                                                        |
| 7°                                                           | 70                                                           | Günther / Mahle                                              | Porsche 356B Carrera Abarth GTL                              | Siegfried Günther                                            | GT2.0                                                        |
| 8°                                                           | 22                                                           | Linge / Greger / Moss / Hill                                 | Porsche 356B Carrera Speziale                                | Porsche-Werk                                                 | S2.0                                                         |
| 9°                                                           | 74                                                           | Koch / Leinenweber                                           | Porsche 356B Carrera Abarth GTL                              | Gerhard Koch                                                 | GT2.0                                                        |
| 10°                                                          | 21                                                           | Gurney / Bonnier                                             | Porsche 718 RS 61                                            | Porsche-Werk                                                 | S2.0                                                         |
| 11°                                                          | 78                                                           | Rüschenbaum / Pflugbeil                                      | Porsche 356B Carrera Abarth GTL                              | Dr. Ernst Pflugbeil                                          | GT2.0                                                        |
| 12°                                                          | 64                                                           | Felder / Nöcker                                              | Ferrari 250 GT SWB                                           | Helmut Felder                                                | GT+2.0                                                       |
| 13°                                                          | 73                                                           | Bianchi / Clemens                                            | Porsche 356B Carrera Abarth GTL                              | Equipe Nationale Belge                                       | GT2.0                                                        |
| 14°                                                          | 43                                                           | Kerrison / Sargent                                           | Lola Mk.1 Climax                                             | R. C. Kerrison                                               | S1.15                                                        |
| 15°                                                          | 25                                                           | Siffert / Liebl                                              | Ferrari 500 TRC                                              | Robert Jenny                                                 | S2.0                                                         |
| 16°                                                          | 62                                                           | Berger / "Beurlys"                                           | Ferrari 250 GT SWB                                           | Ecurie Francorchamps                                         | GT+2.0                                                       |
| 17°                                                          | 42                                                           | Bekaert / de Selincourt                                      | Lola Mk.1 Climax                                             | Derek Williamson                                             | S1.15                                                        |
| 18°                                                          | 90                                                           | Lumsden / Riley                                              | Lotus Elite                                                  | Peter J. S. Lumsden                                          | GT1.3                                                        |
| 19°                                                          | 41                                                           | Vögele / Ashdown                                             | Lola Mk.1 Climax                                             | Charles Vögele                                               | S1.15                                                        |
| 20°                                                          | 92                                                           | Hobbs / Pickney                                              | Lotus Elite                                                  | David Hobbs                                                  | S1.6                                                         |
| 21°                                                          | 36                                                           | Bialas / von Saucken                                         | Porsche 356B Carrera                                         | Dr. Ernst Pflugbeil                                          | S1.6                                                         |
| 22°                                                          | 107                                                          | de Luca di Lizzano / Grana                                   | Alfa Romeo Giulietta SZ                                      | Squadra Piloti Toscani Bardahl                               | GT1.3                                                        |
| 23°                                                          | 7                                                            | Scarfiotti / Vaccarella / Trintignant / Maglioli             | Maserati Tipo 63                                             | Scuderia Serenissima                                         | S3.0                                                         |
| 24°                                                          | 33                                                           | Runte / Lindermann                                           | Porsche 356A Speedster                                       | Bruno Runte                                                  | S1.6                                                         |
| 25°                                                          | 32                                                           | Kreft / Nyffeler                                             | Porsche 356B Carrera                                         | Gotfrid Köchert                                              | S1.6                                                         |
| 26°                                                          | 75                                                           | Gerhards / Kalkuhl                                           | Porsche 356B                                                 | Hellmuth Gerhards                                            | GT2.0                                                        |
| 27°                                                          | 103                                                          | Degner / Braun                                               | Lotus Elite                                                  | Scuderia Colonia                                             | GT1.3                                                        |
| 28°                                                          | 84                                                           | Olthoff / Whitmore                                           | MGA                                                          | J. R. Olthoff                                                | GT2.0                                                        |
| 29°                                                          | 105                                                          | Junge / Schramm                                              | Alfa Romeo Giulietta SV                                      | Wilfried Junge                                               | GT1.3                                                        |
| 30°                                                          | 98                                                           | Allen / Wagstaff                                             | Lotus Elite                                                  | Team Elite                                                   | GT1.3                                                        |
| 31°                                                          | 104                                                          | Hespen / Estler                                              | Alfa Romeo Giulietta SV                                      | H. Helmuth Hespen                                            | GT1.3                                                        |
| 32°                                                          | 47                                                           | McCowen / Hedges                                             | Austin-Healey Sebring Sprite                                 | Scuderia Light Blue                                          | S1.15                                                        |
| 33°                                                          | 102                                                          | Kreisel / Berridge                                           | Lotus Elite                                                  | George Kreisel                                               | GT1.3                                                        |
| 34°                                                          | 94                                                           | Leston / Ballisat                                            | Lotus Elite                                                  | Les Leston                                                   | GT1.3                                                        |
| 35°                                                          | 51                                                           | Laureau / Armagnac                                           | D.B. HBR5 Panhard                                            | E. P. A. F. (René Bonnet)                                    | S1.15                                                        |
| 36°                                                          | 65                                                           | Gonzalo / Langlois van Ophem                                 | Austin-Healey 3000                                           | G. Langlois van Ophem                                        | GT+2.0                                                       |
| 37°                                                          | 108                                                          | Hacquin / Laub                                               | Alfa Romeo Giulietta                                         | Georges Hacquin                                              | GT1.3                                                        |
| 38°                                                          | 52                                                           | Moynet / Caillaud                                            | D.B. HBR5 Panhard                                            | E. P. A. F. (René Bonnet)                                    | S1.15                                                        |
| 39°                                                          | 27                                                           | Graham / Martyn                                              | Lotus 15 Series 2 Climax                                     | Taylor & Crowley Ltd.                                        | S2.0                                                         |
| 40°                                                          | 82                                                           | Pon / de Beaufort                                            | Porsche 356B Carrera Abarth GTL                              | Ben Pon                                                      | GT2.0                                                        |
| 41°                                                          | 83                                                           | Ide / Reid                                                   | MGA                                                          | Octagon Stable                                               | GT2.0                                                        |
| 42°                                                          | 85                                                           | Staples / Marten                                             | Morgan 4/4                                                   | Morgan Motor Co. Ltd.                                        | GT2.0                                                        |
| 43°                                                          | 97                                                           | Busch / Schmitz                                              | Lotus Elite                                                  | Scuderia Colonia                                             | GT1.3                                                        |
| 44°                                                          | 93                                                           | Greenall / Baillie                                           | Lotus Elite                                                  | The Hon. Edward Gilbert Greenall                             | GT1.3                                                        |
| 45°                                                          | 31                                                           | Walter / Müller                                              | Porsche 718 RS 61                                            | H. Walter                                                    | S1.6                                                         |
| 46°                                                          | 86                                                           | Lawrence / Shepherd-Barron                                   | Morgan 4/4                                                   | Morgan Motor Co. Ltd.                                        | GT2.0                                                        |
| 47°                                                          | 91                                                           | Lund / Hermann                                               | Lotus Elite                                                  | Ted Lund                                                     | GT1.3                                                        |
| 48°                                                          | 3                                                            | Hill / von Trips                                             | Ferrari Dino 246 SP                                          | S.E.F.A.C. (Ferrari)                                         | S3.0                                                         |
| 49°                                                          | 11                                                           | Clark / McLaren                                              | Aston Martin DBR1                                            | Essex Racing Stable                                          | S3.0                                                         |
| 50°                                                          | 20                                                           | Moss / Hill                                                  | Porsche 718 RS 60                                            | Porsche-Werk                                                 | S2.0                                                         |
| 51°                                                          | 45                                                           | Hawkins / Simson                                             | Austin-Healey Sebring Sprite                                 | J. Sprinzel Ltd.                                             | S1.15                                                        |
| 52°                                                          | 66                                                           | McCluggage / Eager                                           | Ferrari 250 GT SWB                                           | Miss Denise McCluggage                                       | GT+2.0                                                       |
| 53°                                                          | 44                                                           | Hitches / Hicks                                              | Lola Mk.1 Climax                                             | David Hitches                                                | S1.15                                                        |
| 54°                                                          | 6                                                            | Trintignant / Maglioli                                       | Maserati Tipo 63                                             | Scuderia Serenissima                                         | S3.0                                                         |
| 55°                                                          | 10                                                           | Halford / Dickson                                            | Cooper Monaco T57 Climax                                     | Ecurie Ecosse                                                | S3.0                                                         |
| 56°                                                          | 24                                                           | Gentil de Herédia / Heredia de Bandeira                      | Ferrari 500 TR                                               | Antionio Gentil de Heredia                                   | S2.0                                                         |
| 57°                                                          | 26                                                           | Wicky / de Siebenthal                                        | Maserati 200SI                                               | Equipe Lausannoise                                           | S2.0                                                         |
| 58°                                                          | 88                                                           | Miller / McCall                                              | Fiat 1500                                                    | John F. Anderson                                             | GT2.0                                                        |
| 59°                                                          | 96                                                           | Johnson / Nyström                                            | Lotus Elite                                                  | Team Lotus Sweden                                            | GT1.3                                                        |
| 60°                                                          | 79                                                           | Heyse / Off                                                  | Porsche 356B                                                 | Helmut Heyse                                                 | GT2.0                                                        |
| 61°                                                          | 23                                                           | Herrmann / Barth                                             | Porsche 718 RS 61                                            | Porsche-Werk                                                 | S2.0                                                         |
| 62°                                                          | 101                                                          | Deetens / Smet                                               | Lotus Elite                                                  | Paul Deetens                                                 | GT1.3                                                        |
| 63°                                                          | 95                                                           | Consten / Rosinski                                           | Alfa Romeo Giulietta SV                                      | Bernard Consten                                              | GT1.3                                                        |
| 64°                                                          | 12                                                           | Gachnang / Caillet                                           | Cegga-Ferrari 3000S (250 TR61)                               | Cl. Gachnang                                                 | S3.0                                                         |
| 24 Horas de Le Mans 11/06/1961 Circuito de la Sarthe         |                                                              |                                                              |                                                              |                                                              |                                                              |
| Pos                                                          | N°                                                           | Piloto                                                       | Auto                                                         | Equipo                                                       | Clase                                                        |
| 1°                                                           | 10                                                           | Gendebien / Hill                                             | Ferrari 250 TRI/61                                           | SEFAC Ferrari                                                | S3.0                                                         |
| 2°                                                           | 11                                                           | Parkes / Mairesse                                            | Ferrari 250 TRI/61                                           | SEFAC Ferrari                                                | S3.0                                                         |
| 3°                                                           | 14                                                           | Noblet / Guichet                                             | Ferrari 250 GT SWB                                           | Pierre Noblet                                                | GT3.0                                                        |
| 4°                                                           | 7                                                            | Thompson / Pabst                                             | Maserati Tipo 63                                             | Briggs Cunningham                                            | S3.0                                                         |
| 5°                                                           | 33                                                           | Holbert / Gregory                                            | Porsche 718 RS 61                                            | Porsche System Engineering                                   | S2.0                                                         |
| 6°                                                           | 20                                                           | Grossman / Pilette                                           | Ferrari 250 GT SWB                                           | Equipe Nationale Belge                                       | GT3.0                                                        |
| 7°                                                           | 32                                                           | Herrmann / Barth                                             | Porsche 718 RS 61 Coupe                                      | Porsche System Engineering                                   | S2.0                                                         |
| 8°                                                           | 24                                                           | Cunningham / Kimberly                                        | Maserati Tipo 60                                             | Briggs Cunningham                                            | S2.0                                                         |
| 9°                                                           | 27                                                           | Bolton / Ballisat                                            | Triumph TR4S                                                 | Standard Triumph                                             | S2.0                                                         |
| 10°                                                          | 36                                                           | Linge / Pon                                                  | Porsche 356B Carrera Abarth GTL                              | Porsche System Engineering                                   | GT1.6                                                        |
| 11°                                                          | 26                                                           | Leston / Slotemaker                                          | Triumph TR4S                                                 | Standard Triumph                                             | S2.0                                                         |
| 12°                                                          | 38                                                           | Allen / Taylor                                               | Lotus Elite                                                  | Lotus Engineering                                            | GT1.3                                                        |
| 13°                                                          | 40                                                           | Kosselek / Massenez                                          | Lotus Elite                                                  | Ecurie Edger                                                 | GT1.3                                                        |
| 14°                                                          | 60                                                           | Hulme / Hyslop                                               | Fiat-Abarth 850 S                                            | Abarth & Cie                                                 | S850                                                         |
| 15°                                                          | 25                                                           | Becquart / Rothschild                                        | Triumph TR4S                                                 | Standard Triumph                                             | S2.0                                                         |
| 16°                                                          | 34                                                           | Harper / Procter                                             | Sunbeam Alpine Harrington                                    | Sunbeam-Talbot                                               | GT1.6                                                        |
| 17°                                                          | 28                                                           | Alexandrovitch / Magne                                       | AC Ace Bristol                                               | Equipe Chardonnet                                            | GT2.0                                                        |
| 18°                                                          | 53                                                           | Laureau / Bouharde                                           | D.B. Barquette Panhard                                       | Automobiles Deutsch & Bonnet                                 | S850                                                         |
| 19°                                                          | 45                                                           | Moynet / Vidilles                                            | D.B. - Panhard                                               | Automobiles Deutsch & Bonnet                                 | S850                                                         |
| 20°                                                          | 48                                                           | Guilhaudin / Grelley                                         | D.B. HBR5 Panhard                                            | Automobiles Deutsch & Bonnet                                 | S850                                                         |
| 21°                                                          | 47                                                           | Rollin / Bartholoni                                          | D.B. Coupe Panhard                                           | Automobiles Deutsch & Bonnet                                 | S850                                                         |
| 22°                                                          | 52T                                                          | Caillaud / Mougin                                            | D.B. HBR5 Super Rallye Panhard                               | Automobiles Deutsch & Bonnet                                 | S850                                                         |
| 23°                                                          | 17                                                           | Rodríguez / Rodríguez                                        | Ferrari 250 TRI/61                                           | North American Racing Team                                   | S3.0                                                         |
| 24°                                                          | 1                                                            | "Franc" / Kerguen                                            | Aston Martin DB4 GT Zagato                                   | Jean Kerguen                                                 | GT4.0                                                        |
| 25°                                                          | 30                                                           | Bonnier / Gurney                                             | Porsche 718 RS 61 Coupe                                      | Porsche System Engineering                                   | S2.0                                                         |
| 26°                                                          | 37                                                           | Buchet / Monneret                                            | Porsche 356B Carrera Abarth GTL                              | Auguste Veuillet                                             | GT1.6                                                        |
| 27°                                                          | 55                                                           | Condrillier / Foitek                                         | Fiat-Abarth 700 S                                            | Abarth & Cie                                                 | S850                                                         |
| 28°                                                          | 21                                                           | Stoop / Bekaert                                              | Austin-Healey 3000                                           | Ecurie Chiltern                                              | GT3.0                                                        |
| 29°                                                          | 4                                                            | Salvadori / Maggs                                            | Aston Martin DBR1/300                                        | Essex Racing Team                                            | S3.0                                                         |
| 30°                                                          | 23                                                           | Ginther / von Trips                                          | Ferrari Dino 246 SP                                          | SEFAC Ferrari                                                | S2.5                                                         |
| 31°                                                          | 54                                                           | Masson / Armagnac                                            | D.B. Barquette Panhard                                       | Roger Masson                                                 | S850                                                         |
| 32°                                                          | 39                                                           | Wyllie / Buxton                                              | Lotus Elite Climax                                           | Lotus Engineering                                            | GT1.3                                                        |
| 33°                                                          | 12                                                           | Tavano / Baghetti                                            | Ferrari 250 GT SWB EXP                                       | SEFAC Ferrari                                                | S3.0                                                         |
| 34°                                                          | 16                                                           | Trintignant / Abate                                          | Ferrari 250 GT SWB                                           | Scuderia Serenissima                                         | GT3.0                                                        |
| 35°                                                          | 5                                                            | Clark / Flockhart                                            | Aston Martin DBR1/300                                        | Border Reivers                                               | S3.0                                                         |
| 36°                                                          | 35                                                           | Hopkirk / Jopp                                               | Sunbeam Alpine                                               | Sunbeam-Talbot                                               | GT1.6                                                        |
| 37°                                                          | 43                                                           | Cunningham / Hugus                                           | Osca S1000                                                   | North American Racing Team                                   | S1.0                                                         |
| 38°                                                          | 8                                                            | Frescobaldi / Cammarota                                      | Fiat-Abarth 700 S                                            | Scuderia Serenissima                                         | S850                                                         |
| 39°                                                          | 18                                                           | Moss / Hill                                                  | Ferrari 250 GT SWB                                           | North American Racing Team                                   | GT3.0                                                        |
| 40°                                                          | 29                                                           | Wicky / Berney                                               | AC Ace Bristol                                               | Ecurie Lausannoise                                           | GT2.0                                                        |
| 41°                                                          | 56                                                           | Bassi / Rigamonti                                            | Fiat-Abarth 700 S                                            | Abarth & Cie                                                 | S850                                                         |
| 42°                                                          | 51                                                           | Allison / McKee                                              | Lotus Elite Climax                                           | UDT/Laystall Racing Team                                     | S850                                                         |
| 43°                                                          | 41                                                           | Malle / Carnegie                                             | Lotus Elite Climax                                           | Equipe Los Amigos                                            | GT1.3                                                        |
| 44°                                                          | 50                                                           | Laroche / Davis                                              | Osca S750                                                    | Automobiles Osca                                             | S850                                                         |
| 45°                                                          | 19                                                           | Reed / Arents                                                | Ferrari 250 GT SWB                                           | North American Racing Team                                   | GT3.0                                                        |
| 46°                                                          | 42                                                           | Hawkins / Colgate                                            | Austin-Healey Sebring Sprite                                 | Donald Healey Motor Co. Ltd.                                 | S1.0                                                         |
| 47°                                                          | 15                                                           | Bianchi / Berger                                             | Ferrari 250 GT SWB                                           | Ecurie Francorchamps                                         | GT3.0                                                        |
| 48°                                                          | 9                                                            | Scarfiotti / Vaccarella                                      | Maserati Tipo 63                                             | Scuderia Serenissima                                         | S3.0                                                         |
| 49°                                                          | 46                                                           | Sanderson / MacKay                                           | Austin-Healey Sebring Sprite                                 | Ecurie Ecosse                                                | S1.0                                                         |
| 50°                                                          | 22                                                           | Dickson / Halford                                            | Cooper Monaco T57 Climax                                     | Ecurie Ecosse                                                | S2.5                                                         |
| 51°                                                          | 6                                                            | Hansgen / McLaren                                            | Maserati Tipo 63                                             | Briggs Cunningham                                            | S3.0                                                         |
| 52°                                                          | 3                                                            | Davison / Stillwell                                          | Aston Martin DB4 GT Zagato                                   | Essex Racing Stable                                          | GT4.0                                                        |
| 53°                                                          | 2                                                            | Fairman / Consten                                            | Aston Martin DB4 GT Zagato                                   | Essex Racing Stable                                          | GT4.0                                                        |
| 54°                                                          | 49                                                           | Vinatier / Zeccoli                                           | Fiat Abarth 700 S Spider                                     | Abarth & Cie                                                 | S850                                                         |
| 55°                                                          | 58                                                           | Lund / Olthoff                                               | MGA                                                          | Ted Lund                                                     | S2.0                                                         |
| 4 Horas de Testa Rosa 15/08/1961 Circuito de Pescara         |                                                              |                                                              |                                                              |                                                              |                                                              |
| Pos                                                          | N°                                                           | Piloto                                                       | Auto                                                         | Equipo                                                       | Clase                                                        |
| 1°                                                           | 4                                                            | Bandini / Scarlatti                                          | Ferrari 250 TRI/61                                           | Scuderia Centro Sud                                          | S3.0                                                         |
| 2°                                                           | 14                                                           | Orthuber / Barth                                             | Porsche 718 RS 61                                            | Porsche System Engineering                                   | S2.0                                                         |
| 3°                                                           | 32                                                           | Mennato Boffa                                                | Maserati Tipo 60                                             | Mennato Boffa                                                | S2.0                                                         |
| 4°                                                           | 44                                                           | Arents / Hamill                                              | Ferrari 250 GT SWB                                           | North American Racing Team                                   | GT+2.5                                                       |
| 5°                                                           | 28                                                           | Colin Davis                                                  | Osca S1600                                                   | Pescara                                                      | S2.0                                                         |
| 6°                                                           | 40                                                           | Bettoja / "Kim"                                              | Ferrari 250 GT SWB                                           | Scuderia Sant Ambroeus                                       | GT+2.5                                                       |
| 7°                                                           | 38                                                           | Cacciari / Bertocco                                          | Ferrari 250 GT SWB                                           | Scuderia Sant Ambroeus                                       | GT+2.5                                                       |
| 8°                                                           | 56                                                           | Umberto Bini                                                 | Osca S1000                                                   | Scuderia Sant Ambroeus                                       | S1.0                                                         |
| 9°                                                           | 114                                                          | Buticchi                                                     | Alfa Romeo Giulietta SZ                                      | Scuderia Sant Ambroeus                                       | GT1.3                                                        |
| 10°                                                          | 92                                                           | Bulgari / Grana                                              | Alfa Romeo Giulietta SZ                                      | Campidoglio                                                  | GT1.3                                                        |
| 11°                                                          | 62                                                           | Renato Pirocchi                                              | Fiat-Abarth 850                                              | Scuderia Serenissima                                         | S1.0                                                         |
| 12°                                                          | 10                                                           | Gachnang / Caillet                                           | Cegga-Ferrari 3000S (250 TR61)                               | Georges Gachnang                                             | S3.0                                                         |
| 13°                                                          | 30                                                           | Leandro Terra                                                | Osca S1600                                                   | Scuderia Pescara                                             | S2.0                                                         |
| 14°                                                          | 110                                                          | Facetti                                                      | Alfa Romeo Giulietta SZ                                      | Scuderia Sant Ambroeus                                       | GT1.3                                                        |
| 15°                                                          | 76                                                           | Cussini / Venturi                                            | Fiat-Abarth 850                                              | Scuderia Sant Ambroeus                                       | S1.0                                                         |
| 16°                                                          | 96                                                           | Alessandro Zafferri                                          | Alfa Romeo Giulietta SZ                                      | Scuderia Sant Ambroeus                                       | GT1.3                                                        |
| 17°                                                          | 90                                                           | Hans Bauer                                                   | Alfa Romeo Giulietta SV Zagato                               | Scuderia Sant Ambroeus                                       | GT1.3                                                        |
| 18°                                                          | 86                                                           | Renzo Sinibaldi                                              | Alfa Romeo Giulietta SZ                                      | Campidoglio                                                  | GT1.3                                                        |
| 19°                                                          | 102                                                          | "Kim" / Parmigiani                                           | Alfa Romeo Giulietta SZ                                      | Scuderia Sant Ambroeus                                       | GT1.3                                                        |
| 20°                                                          | 64                                                           | Brandi / Tedeschi                                            | Osca S1000                                                   | Clemente Biondetti                                           | S1.0                                                         |
| 21°                                                          | 112                                                          | Laureati / Santoleri                                         | Alfa Romeo Giulietta SZ                                      | Pescara                                                      | GT1.3                                                        |
| 22°                                                          | 96                                                           | Fernando Natella                                             | Alfa Romeo Giulietta Sprint Veloce Zagato                    | Scuderia Settecolli                                          | GT1.3                                                        |
| 23°                                                          | 118                                                          | Frescobaldi / Fiorio                                         | Lancia Appia Zagato                                          | Jolly Club                                                   | GT1.15                                                       |
| 24°                                                          | 128                                                          | Corrado Ferlaino                                             | Lancia Appia Zagato                                          | Pescara                                                      | GT1.15                                                       |
| 25°                                                          | 106                                                          | Aldo Caretti                                                 | Alfa Romeo Giulietta SVZ                                     | Aldo Caretti                                                 | GT1.3                                                        |
| 26°                                                          | 34                                                           | Luigi Pisano                                                 | Lancia Aurelia                                               | Luigi Pisano                                                 | GT+2.5                                                       |
| 27°                                                          | 84                                                           | Roberto Dari                                                 | Alfa Romeo Giulietta SV                                      | Alto Lazio                                                   | GT1.3                                                        |
| 28°                                                          | 50                                                           | Gregorio Filippone                                           | Osca MT4 1000                                                | Etna                                                         | S1.0                                                         |
| 29°                                                          | 72                                                           | Leonardi / Del Bue                                           | Osca S1000                                                   | Settecolli                                                   | S1.0                                                         |
| 30°                                                          | 60                                                           | Giorgio Cecchini                                             | Bandini                                                      | Scuderia Sant Ambroeus                                       | S1.0                                                         |
| 31°                                                          | 108                                                          | Manlio Santuccio                                             | Alfa Romeo Giulietta SV                                      | Aretusa                                                      | GT1.3                                                        |
| 32°                                                          | 48                                                           | Carlo Mario Abate                                            | Ferrari 250 GT SWB                                           | Scuderia Serenissima                                         | GT+2.5                                                       |
| 33°                                                          | 6                                                            | Lloyd Casner                                                 | Maserati Tipo 61                                             | Camoradi USA                                                 | S3.0                                                         |
| 34°                                                          | 88                                                           | Bonetto / Dalla Torre                                        | Alfa Romeo Giulietta SZ                                      | Scuderia Sant Ambroeus                                       | GT1.3                                                        |
| 35°                                                          | 116                                                          | Mylonadis / Stefani                                          | Fairthorpe Electron                                          | Alec Mylonadis                                               | GT1.15                                                       |
| 36°                                                          | 12                                                           | Ginther / Baghetti                                           | Ferrari Dino 246 SP                                          | SEFAC Ferrari                                                | S3.0                                                         |
| 37°                                                          | 2                                                            | Nino Vaccarella                                              | Maserati Tipo 63                                             | Scuderia Serenissima                                         | S3.0                                                         |
| 38°                                                          | 98                                                           | Michele Allegrini                                            | Alfa Romeo Giulietta SV                                      | Sila                                                         | GT1.3                                                        |
| 39°                                                          | 58                                                           | Pace / Lippi                                                 | Lotus Eleven Osca                                            | Milano Racing Club                                           | S1.0                                                         |
| 40°                                                          | 24                                                           | Ludovico Scarfiotti                                          | Osca 2000S                                                   | Pescara                                                      | S2.0                                                         |
| 41°                                                          | 20                                                           | Spychiger                                                    | Porsche 718 RS 61                                            | Porsche System Engineering                                   | S2.0                                                         |
| 42°                                                          | 36                                                           | Mairesse / Dumay                                             | Ferrari 250 GT SWB                                           | Willy Mairesse                                               | GT+2.5                                                       |
| 43°                                                          | 100                                                          | Hobbs / Pickney                                              | Lotus Elite                                                  | David Hobbs                                                  | S2.0                                                         |
| 44°                                                          | 8                                                            | Jo Bonnier                                                   | Maserati Tipo 63                                             | Scuderia Serenissima                                         | S3.0                                                         |
| 45°                                                          | 16                                                           | Raffaello Rosati                                             | Maserati Tipo 60                                             | Clemente Biondetti                                           | S2.0                                                         |
| 46°                                                          | 124                                                          | Luciano Braccini                                             | Lancia Appia Zagato                                          | Luciano Braccini                                             | GT1.15                                                       |
| 47°                                                          | 120                                                          | Gabrio Del Torre                                             | Fairthorpe Electron                                          | Scuderia Sant Ambroeus                                       | GT1.15                                                       |

## Posiciones finales
| CONSTRUCTORES | CONSTRUCTORES | CONSTRUCTORES |
| Pos           | Equipo        | Puntos        |
| ------------- | ------------- | ------------- |
| 1°            | Ferrari       | 24            |
| 2°            | Maserati      | 14            |
| 3°            | Porsche       | 11            |
| 4°            | O.S.C.A.      | 1             |

| Predecesor: WSC 1960 | Campeonato Mundial de Resistencia 1961 | Sucesor: WSC 1962 |

- Datos: Q2741682